# Бобылькасы
Бобылькасы́ (чув. Пупăлькасси) — деревня в Ядринском районе Чувашской Республики. Входит в состав Николаевского сельского поселения.

## География
Находится в западной части Чувашии, на расстоянии приблизительно 17 км на юго-восток по прямой от районного центра города Ядрин на правобережье речки Арбашка.

## История
Известна с 1795 года как околоток села Никольское (ныне Хочашево), когда здесь было учтено 15 дворов. В 1859 году было учтено 28 дворов и 191 житель, в 1897—288 жителей, в 1926 — 75 дворов и 375 жителей, в 1939—425 жителей, в 1979—310. В 2002 году было 95 дворов, в 2010 — 76 домохозяйств. В 1930 году был образован колхоз им. Сталина, в 2010 действовал СХПК «Выльский»
В 2023 году 69 человек в деревне Бобалкасы.

## Население
Постоянное население составляло 227 человек (чуваши 99 %) в 2002 году, 203 в 2010.